# Proceso rp
El proceso rp (captura rápida de protones) consiste en una serie de capturas protónicas por unos núcleos iniciales que dan lugar a elementos más pesados. Es una forma de nucleosíntesis, junto a los procesos r y s, y es responsable de la formación de una gran mayoría de los elementos pesados (por encima del 56Fe) presentes en el Universo. El punto final del proceso rp (el elemento más pesado que puede obtenerse mediante estas reacciones) no se conoce con precisión, pero se cree que en las estrellas de neutrones no pueden obtenerse elementos más allá del telurio.
El proceso rp se da en condiciones de muy alta temperatura, de forma que los protones puedan vencer la barrera de potencial que es necesaria para que se introduzcan en el núcleo. Además es necesario un entorno rico en hidrógeno (protones libres) para que el elevado flujo protónico necesario sea posible. Los núcleos "semilla" necesarios se forman a partir de reacciones de ruptura durante el ciclo CNO.
Este proceso se cree que se da en sistemas binarios formados por enanas blancas o estrellas de neutrones y gigantes rojas. En este escenario, la gigante roja le inyecta gran cantidad de hidrógeno a su compañera masiva, aumentando la temperatura de ésta y creando las condiciones necesarias para que se dé este proceso.
- Datos: Q1930240